# Piotr Włostowic

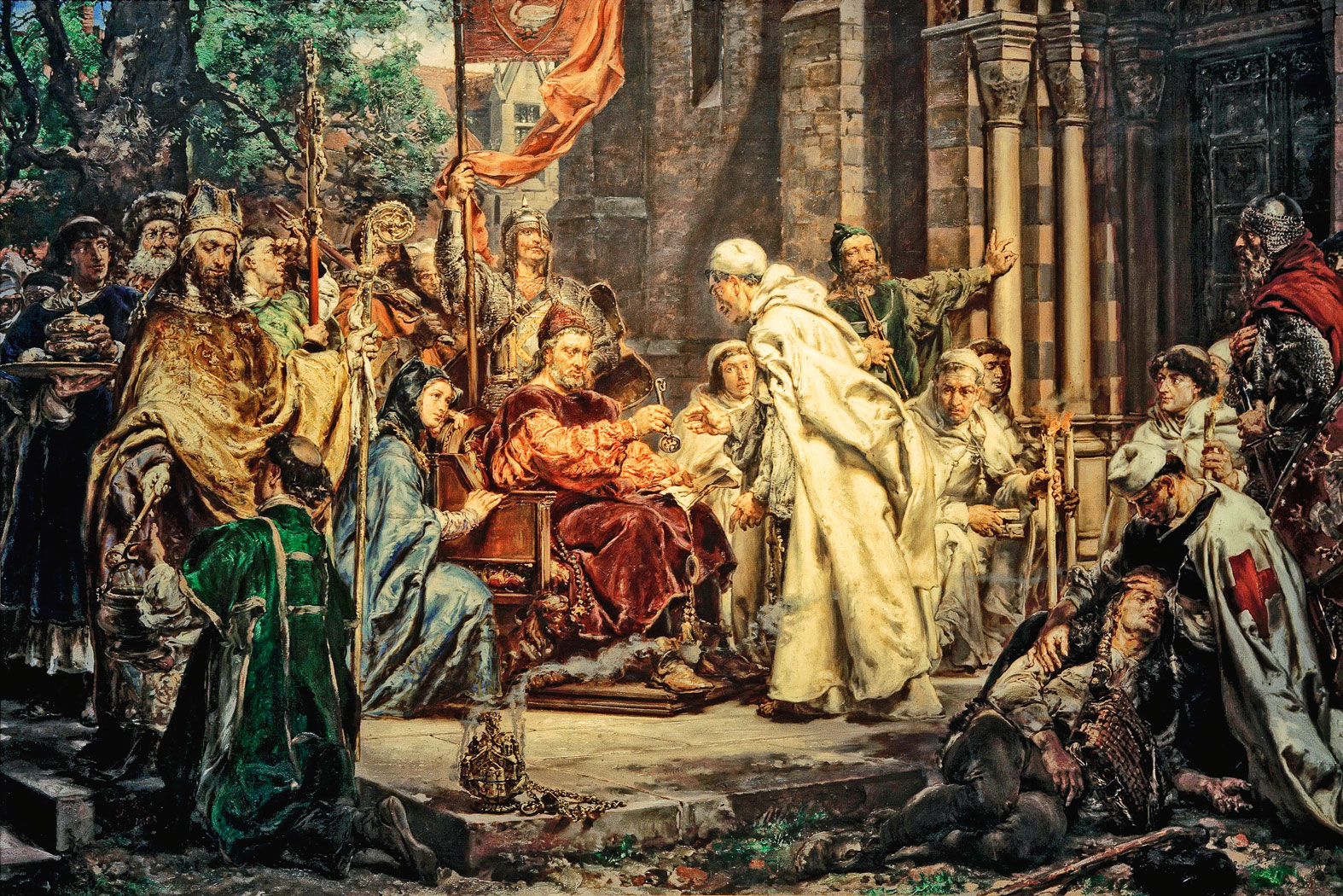
Jan Matejko: Piotr Włast Dunin holt die Zisterzienser nach Polen. Historiengemälde, 1888

Piotr Włostowic (Piotr Włast oder Piotr Włost, deutsch Peter Wlast, mit Beinamen Dunin; * um 1080; † 1153 in Wratislaw) war ein polnischer Magnat, Statthalter im Herzogtum Schlesien und Stifter von Kirchen und Klöstern. Seine Biografie wurde später von Heroisierung und Legende überformt.

## Leben
Piotr Włostowic stammte aus der mächtigen und begüterten Familie der Łabędź („Schwan“ – das Wappenzeichen der Familie) oder war deren Begründer. Der Beiname Dunin oder Duinus begegnet auch in der Form Danus (Däne). Doch ist unsicher, ob Petrus Danus mit Piotr Włostowic Dunin identisch oder ein Zeitgenosse war. In diesem Fall wären zwei Biografien zu einer zusammengewachsen. Er war verwandt mit den Piasten und heiratete Maria, die Tochter des Großfürsten Swjatopolk II. von Kiew. 
Włostowics Leben spielte sich im Spannungsfeld von drei Machtkonflikten ab: zwischen der Piastendynastie und dem salisch-staufischen Reich um die Souveränität Polens; zwischen den vier Söhnen Bolesławs III. Schiefmund um den Vorrang in Polen; und zwischen den polnischen Herzögen und dem Adel des Landes.
1117 machte Bolesław III. Włostowic zum Burggrafen in Wratislaw, dem späteren Breslau. Włostowic behielt dieses Amt auch nach dem Herrschaftsantritt Władysławs II. im Jahr 1138. Er bemühte sich, das Land wirtschaftlich und religiös zu festigen. Nach einiger Zeit verlor er das Vertrauen des Herzogs Władysławs II.; möglicherweise verdächtigte dieser, der die Herrschaft mit drei jüngeren Halbbrüdern teilen musste, Włostowic, mit den Brüdern im Einvernehmen zu stehen, oder er wollte allgemein die Adelsmacht begrenzen. Im Jahr 1145 wurde Włostowic in der Breslauer Burg gefangen genommen. Ihm wurden die Augen ausgestochen und die Zunge herausgerissen, und so wurde er in die Verbannung geschickt.
Erst als Władysław II. von seinen Brüdern vertrieben wurde, konnte Włostowic 1147 nach Wratislaw zurückkehren. Dort starb er sechs Jahre später.